# Zernyia algiricara
Zernyia algiricara là một loài bướm đêm trong họ Geometridae.